# Dedinszky József (politikus)
Dedinai és hodochini Dedinszky József (Makó, 1823. – Apátfalva, 1876. július 2.) ügyvéd, politikus, kormánybiztos az 1848–49-es szabadságharcban, később Csanád vármegye alispánja.

## Életpályája
Az 1848-1849-es országgyűlésen Csanád vármegye képviselőjeként vett részt, az országgyűlés alsóházának egyik korjegyzője volt. Az Országos Honvédelmi Bizottmány Csanád megyei honvédtoborzási kormánybiztossá nevezte ki. A magyar országgyűlés alsóházának 1848. szeptember 18-i ülésén az urbéri viszonyok azonnali megszüntetését javasolta. A képviselőház 1848. december 11-i ülésén a magyar korona meglétének és állapotának vizsgálatára létrehozott vizsgálóbizottság tagjának választották. Képviselősége alatt több önálló indítványt is tett, például „a  csatában  elvérző  nemzetőrök  családainak  kitartásáról”, legnagyobb jelentőségű javaslata 1848. december 30-án „az urbéri kárpótlás végrehajtása iránt hozandó határozat tárgyalása elhalasztásáról” szólt, indoklása szerint: „bűnnek tartaná, ha a „jelen veszélyes időkben” ilyen kérdés tárgyalásával „a haza védelmétől" zárnák el az utat”.
1849. március 2-ától a képviselőház igazoló bizottmányának tagja, áprilistól a Radicál Párt tagja lett, megszavazta a trónfosztást is.
A szabadságharc alatti tevékenységéért annak leverése után a „főbenjáró bűnösök” közé sorolták, és a császári törvényszék 1850. július 31-én felségárulás miatt halálra ítélte, de uralkodói kegyelem révén mentesült az ítélet végrehajtása alól, és a büntetést kegyelemből 3 évi várfogságra változtattak. Ügyvédi tevékenységétől eltiltották, utazási korlátozását 1856-ban oldották fel. 1860. decemberétől Csanád vármegye főügyésze, majd alispánja. A nagylaki választókerületben 1861-től 1876-ban bekövetkezett haláláig több választás alkalmával is országgyűlési képviselővé választották. Felirati párti országgyűlési képviselő 1861-ben, dokumentálhatóan 1865-től a Deák-párt tagja, és e párt képviseletében nyerte a nagylaki választókerületben az 1865-ös, az 1868-as, valamint az 1872. évi országgyűlési választást a balközépi Szontagh Pál ellenében.
1871-ben Csanád vármegye alispánjává választották, ezt a tisztséget 1876-ban bekövetkezett haláláig látta el.
A magyar zene, ezen belül is a magyar cigányzene népszerűsítője és támogatója volt, Nyizsnyay Gusztáv nagy mecénásának is számított. Ő szervezte Reményi Ede hegedűművész makói koncertjét, amelyre a művészt személyesen szállította a városba, és látta vendégül ottani tartózkodása alatt.
1876-ban, 53 éves korában önkezével vetett véget életének. Tettének oka a korabeli híradások szerint az volt, hogy „jót állt másokért, akik cserben hagyták”. Nejének, klobusiczi Blaskovics Saroltának (1840-1881) írt búcsúlevelében azt írta: „Becsületérzésem nem engedi, hogy életben maradjak.” Tettének oka valószínűsíthetően összefügg azzal, hogy a csanádmegyei pénztárban tizenötezer forint hiányt találtak. Halála alkalmából a Fővárosi Lapokban így méltatták: „Dedinszky, ki már a 48-diki parlamentnek is tagja volt, Csanádmegye alispánja és négy ízben volt országgyűlési képviselője, a közügyek régi bajnoka, jólelkű és igen népszerű férfiú volt, kit csak a legsúlyosabb anyagi viszonyok vihettek a kétségbeejtő lépésre. Makó középületein gyászlobogók hirdetik a veszteséget és a közönség részvétét. Az elhunyt alispán 53 éves volt.”
Felesége, Blaskovics Sarolta, férje halála után Ó-Bessenyőn telepedett le, és az ottani vöröskereszt nőegylet megalapítója, majd alelnöknője lett. 1881-ben 41 éves korában rövid betegség után halt meg.